# Бейкьой (дем Дедеагач)
 Тази статия е за селото в Република Гърция.  За селото в Турция вижте Бейкьой.  
Бейкьой (на гръцки: Αρίστηνο, Аристино) е село в Западна Тракия, Гърция в дем Дедеагач

## География
Селото е разположено на 10 км източно от Дедеагач.

## История
Според статистиката на професор Любомир Милетич в 1912 година в Бейкьой има 12 екзархийски български семейства, смесени с 20 цигани мохамедани.